# Мотоори Норинага
Мотоори Норинага (на японски: 本居 宣長) е японски учен на Кокугаку активен през периода Едо. Той общоприето се смята за един от Четиримата Великани на Кокугаку ученията.

## Биография
Норинага е роден в сегашна Мацусака в провинция Исе (сега част от префектура Мие) като втори син на търговска къща Оцу (филмовият режисьор Ясуджиро Озу е потомък на същия род). След смъртта на по-големия си брат Норинага достига до линията Озу. На един етап той е осиновен от семейство занимаващо се с производство на хартия, но на начетеното момче бизнесът не му понасял.
По предложение на майка си на 22 години Норинага заминава за Киото, за да учи медицина. В Киото той изучава също китайска и японска филология при неоконфуцианеца Хори Кейзан. В този период Норината се захласва по японските класици и решава да влезе в областта на Кокугаку под влиянието на Огуй Сорай и Кейчу. (С промените в езика древните класици вече са слабо разбрани от японците през периода Едо и текстовете се нуждаеха от филологически анализ, за да бъдат правилно разбрани.) Животът в Киото също насажда у младия Норинага любов към традиционната японска придворна култура.
Завръщайки се в Мацусака, Норинага отваря медицински кабинет за кърмачета, като посвещава свободното си време на лекции върху „Сказание за Генджи“ и изследвания на „Нихоншоки“ (Хроники на Япония). На 27-годишна възраст той купува няколко книги на Камо но Мабучи и се впуска в изследванията на Кокугаку. Като лекар той приема името на един от своите самурайски предци, Мотоори.
През 1763 г. Норинага се среща лично с Мабучи, когато последният посещава Мацусака – среща, която влиза в историята като „нощта в Мацусака“. Норинага използва случая да помоли Мабучи да ръководи неговите анотации на Кодзики („Записки за древни въпроси“). Мабучи предлага на Норинага първо да се заеме с поясненията към Манйошу, за да се свикне с древната употреба на кана, известна като ман'йōгана . Това е единствената среща между двамата мъже, но те продължават да си кореспондират и с насърчението на Мабучи Норинага по-късно се захваща със задълбочено изследване на Коджики .
Списъкът с ученици на Норинага включва Ишизука Тацумаро, Нагасе Масаки, Нацуме Микамаро, Такахаши Микиакира и Мотоори Харунива (син на Норинага).
Макар и засенчен от дейността си като учен на Кокугаку, Норинага прекарва 40 години като практикуващ лекар в Мацусака и приема пациенти до 10 дни преди смъртта си през 1801 г.

## Трудове
Най-важните творби на Норинага включва „Кодзики-ден“ (Коментари за Коджики), подготвян в период от около 35 години, и неговите анотации за „Приказката за Генджи“. Използвайки методите на Кокугаку и Каоженг, Норинага твърди, че Коджики е най-старият оцелял японски текст. Той използва предполагаемата древност на Коджики, за да развие представа за местната японска религия и закони, които по-късно са използвани при разработването на идея за държавното синто. 
Норинага е на мнение, че наследството на древна Япония произлиза от естествена спонтанност на емоциите, а духа на внесеното конфуцианство противоречи на тези естествени чувства. Той критикува Огю Сорай за идеализирането на китайската цивилизация и мисъл, въпреки че е посочено, че неговата филологическа методология е силно повлияна от тази на Сорай. Неговите идеи са повлияни от китайския интелектуалец Уанг Янмин (Ō Yōmei на японски), който се е застъпва за вродено знание – идеята, че човечеството има естествено интуитивна (за разлика от рационалната) способност да различава доброто и злото.
Досега изследователите на древната литература са демонстрирали предпочитания към величието и мъжествеността на поезията на Манйюшу и антипатия към произведения като „Приказката за Генджи“, които са били считани за мекушави и женствени. Норинага възкресява позицията на „ Приказка за Генджи“, която той смята за израз на моно  (концепция, свързана с магокоро, за която говори и Камо но Мабучи), особена японска чувствителност към „скръбта при изчезване“, която според Норинага формира същността на японската литература. Според Мотоори при раждането си всеки човек има „истинско сърце“, „магокоро“ (терминът магококоро сам по себе си е почти ономатопея, тъй като кокоро (сърцето) изразява тези „удари на сърцето“), чиято древна японска литература е най-верният израз  .
Предприемайки своя текстов анализ на древен японски език, Норинага също има жизненоважен принос за установяването на местна японска граматическа традиция, п-специално анализа на клитика, частици и спомагателни глаголи. Като част от това изследване, Норинага първоначално открива Лаймановия закон за рендаку, предхождащ назоваването му в чест на по-късния му поддръжник Бенджамин Смит Лайман с около 100 години.

## Хронология
- 1730 – Роден като втори син
- Образование:
  - На седем години вече може да чете и пише
  - 11-годишен рецитира театрални произведения на Но и конфуцианска класика
  - 13 г. посещава светилището на Йошино
  - 16 г. стреля с лък
  - 18 г. Японска чаена церемония
  - 19 г. напреднала конфуцианска подготовка
- 1748 г. – Норинага е осиновен от семейство Имаида, отменено само след 2 години.
- 1751 г. – Неговият доведеен брат умира.
- 1752 – Отива в Киото, за да учи медицина
- 1752 – 57 – Някои учени забелязват неговата продуктивност. Мотоори пише 2000 Уака, 40 книги и копира 15 други.
- 1757 – Чете първата книга на Камо но Мабучи , Кенджи Ко. Поради липса на пари той се връща в родния си град, за да открие медицинска кабинет.
- 1760 г. – Сключва уреден брак с Мурата Мика, развежда се след 3 месеца.
- 1762 г. – Жени се за Кусубука Тами и една година по-късно се ражда синът им Харунива.
- 1763 г. – Среща се с Камо но Мабучи, който му казва да прочете „Нихоншоки“ и „ Манйюшу“
- 1764 – 71 – Изучава Коджики и започва да разпространява ученията си.
- 1799 г. – Мотоори Шира става негов осиновен син.
- 1801 – Умира.

## Музей Мотори Норинага
В рамките на замъка Мацусака в град Мацусака, къщата Мотоори Норинага куй-таку (本居宣長旧宅) където Мотоори Норинага е живял от 12 до 72-годишна възраст, е запазена като мемориален музей Мотоори Норинага (本居宣長記念館 Motoori Norinaga kinenkan) . Сградата, която първоначално е била построена като старчески дом за дядо на Норинага през 1693 г., е преместена на сегашното си място през 1909 г. Той е обявен за специален национален паметник от японското правителство през 1953 г. Направени са усилия да се запази интериорът възможно най-автентичен от времето, когато е бил използван от Норинага, а писателското му студио на втория етаж съдържа някои примери за оригинални ръкописи. Музеят съхранява много артефакти, които са защитени като важни културни ценности на Япония, от които само малка част е изложена за постоянно.

## Гроб на Мотоори Норинага (планината Ямамуро)
След смъртта на Мотоори той е погребан на върха на планината Ямамуро зад храма на Мьораки-джи в Мацусака. Гробът е бил разположен с изглед към града на Мацусака и хълмовете Микава и планината Фуджи в далечината през залива Исе, и е гравиран със стихотворение от Манйюшу. Мястото е определено според подробни инструкции, оставени в завещанието му, и Мотоори го е посетил преди смъртта си, за да засади цъфтящи планински сакури (вишни) и да проектира оформлението на гроба си; пейзажът около него обаче е драстично променен след връзката с изграждането на синтоисткия храм Ямамурояма Джинджа през 1875 г. До гроба му има мемориален кенотаф на неговите идоли Хирата Ацутане и Уемацу Аринобу. Гробът и околностите му са определени за Национален исторически обект през 1936 г.  Настоящият гроб е реновиран през 1999 г.
Мотори Норинага има втори мемориал в гробището на клана Мотори в храма Джукьо-дзи в центъра на Мацусака. Този мемориал, заедно с онзи на сина му Мотоори Харунага, е обозначен заедно като отделен национален исторически обект през 1936 г. 